# Luis Soares
Luis Soares (Lisboa, 1547 - Londres, 1591) fue un sacerdote católico, trinitario calzado, teólogo, predicador real, latinista, poeta y escritor portugués.

## Biografía
Luis Soares nació en Lisboa en el año 1570, en el seno de una familia noble. Fue hermano de Cristóvão Soares gobernador de Cabo Verde (1577-1579). Sus primeros estudios los cursó en el colegio de San Antonio de su ciudad natal. Estudió filosofía en la Universidad de Coímbra e ingresó a la Orden Trinitaria, donde profesó el 20 de junio de 1568 y fue ordenado sacerdote. Se graduó en teología en la ya referida universidad. Por sus dotes de orador fue nombrado predicador real por el rey Sebastián de Portugal, a quien acompañó durante su expedición en África. Cayó cautivo en mano de los musulmanes, junto a otros servidores del rey.
Durante su cautiverio, Soares ayudó a los redentores a escoger los cautivos más necesitados a liberar. Fue apreciado incluso por sus amos musulmanes. Pagado su rescate, regresó a Portugal, donde apoyó al pretendiente al trono Antonio de Crato contra las pretensiones de Felipe II de Portugal (III de España). A causa de esto fue encarcelado en el castillo de Lisboa y en la Torre de la Barra. Escapó de la cárcel y huyó a Francia, donde fue protegido por Antonio y acogido por el ministro general Bernardo Dominici. En Francia logró el título de maestro de teología. En calidad de confesor y consejero, acompañó a Antonio a Londres, donde se dedicó a consolar a los católicos por las persecuciones protestantes. Falleció en la capital inglesa en 1591. De él se conservan algunos escritos, especialmente sobre teología mística.